# Yūki Hiyama
Yūki Hiyama (japanisch 檜山 勇樹 Hiyama Yūki; * 11. November 1980 in der Präfektur Kyoto) ist ein ehemaliger japanischer Fußballspieler.

## Karriere
Hiyama erlernte das Fußballspielen in der Schulmannschaft der Nara Ikuei High School. Seinen ersten Vertrag unterschrieb er 1999 bei den Cerezo Osaka. Der Verein spielte in der höchsten Liga des Landes, der J1 League. Ende 2000 beendete er seine Karriere als Fußballspieler.